# Publicis Groupe
Publicis Groupe é uma empresa francesa de publicidade e relações públicas multinacional, com sede em Paris, França. É uma das três maiores empresas de exploração de publicidade mundo (os outros sendo Omnicom e WPP). Seu atual presidente é Maurice Lévy. Publicis Groupe S.A. fornece publicidade digital e tradicional, serviços de mídia e agências especializadas e serviços de marketing (SAMS) para clientes nacionais e multinacionais. No Brasil a empresa foi fundada em 1996 com dois escritórios no país.

## Visão geral
A empresa possui vários grupos de publicidade de serviço completo que procede a uma gama de atividades de mídia: móvel e interativa de comunicação on-line, televisão, revistas & jornais, cinema e rádio, outdoor. Os serviços da empresa SAMS incluem marketing direto/CRM, promoção de vendas, comunicação saúde e comunicação multicultural e étnica, comunicação corporativa e financeira, recursos humanos comunicações, relações públicas, serviços de design, comunicação interativa, eventos de marketing e gestão, marketing esportivo e serviços de produção e pré-impressa. Seus serviços de mídia incluem compra de mídia, planejamento de mídia e vendas de mídia. O grupo desenvolveu uma plataforma tecnológica que dá suporte a Microsoft, Google, Yahoo! e AOL, a tecnologia oferece aos anunciantes a possibilidade de direcionar especificamente definidas audiências em uma única campanha em várias redes.
Em 2010, a empresa foi nomeada ao terceiro maior grupo de marketing por receita, substituindo a Interpublic. Até o final de 2010, os setores duplos de atividades digitais e países emergentes de alto crescimento representaram metade do total da receita da Publicis Groupe.
A empresa realiza suas operações em mais de 200 cidades em 104 países. A Publicis tem uma aliança estratégica com a Dentsu. A empresa foi fundada por Marcel Bleustein-Blanchet em 1926.

## Subsidiárias
A partir de 2012, as empresas subsidiárias principais deste grupo são:
- Publicidade[3]
  - Redes Globais
    - Leo Burnett Worldwide
    - Publicis Worldwide
    - Saatchi & Saatchi

  - Outras redes criativas e agências
    - Bartle Bogle Hegarty (BBH): Desde julho de 2012 a Publicis Groupe passou a deter 100% de participação.
    - Fallon Worldwide
    - Kaplan Thaler Group
    - Burrell Communications Group (49%)
    - Bromley Communications
- Digital e Mídia
  - AG2 Nurun[4]
  - Nurun[5]
  - Rosetta[6]
  - VivaKi
    - Digitas
    - Starcom MediaVest Group
      - Starcom USA
      - MediaVest

    - ZenithOptimedia
    - Performics
    - Razorfish
    - Big Fuel[7]
    - Resultrix Media[8]

- Agências Especializadas[9]
  - MSLGROUP[10]
  - Publicis Healthcare Communications Group
    - Publicis Healthware International

  - Médias & Régies Europe

- Social
  - Big Fuel[11]

- Móvel
  - Phonevalley[12]